# عرعر طويل
العرعر الطويل نوع نباتي شجري من جنس العرعر يتبع الفصيلة السروية. ينتشر في شرق أفريقيا وجنوب غرب الجزيرة العربية خاصة منطقة الباحة ومنطقة عسير.

## معرض صور

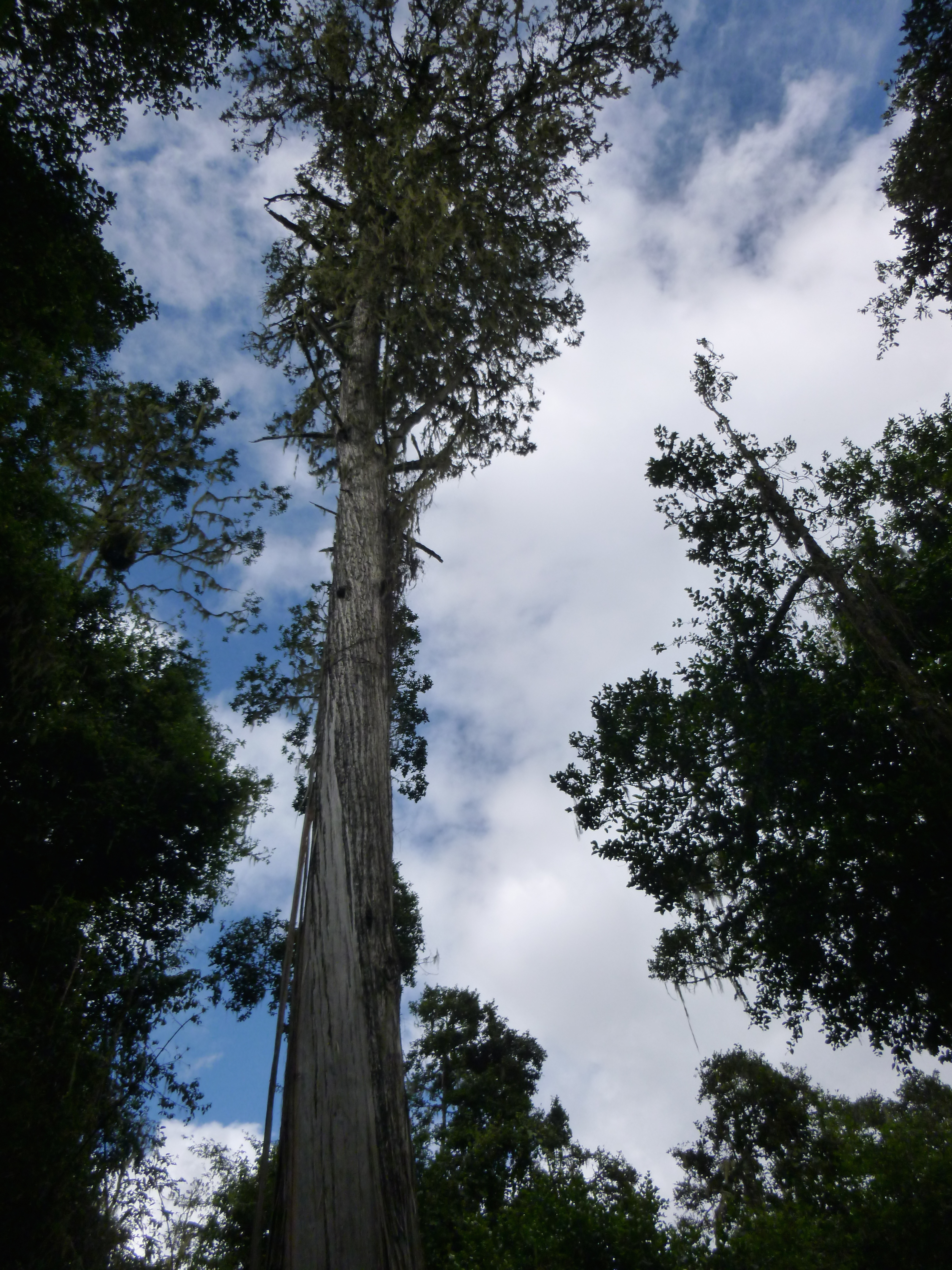
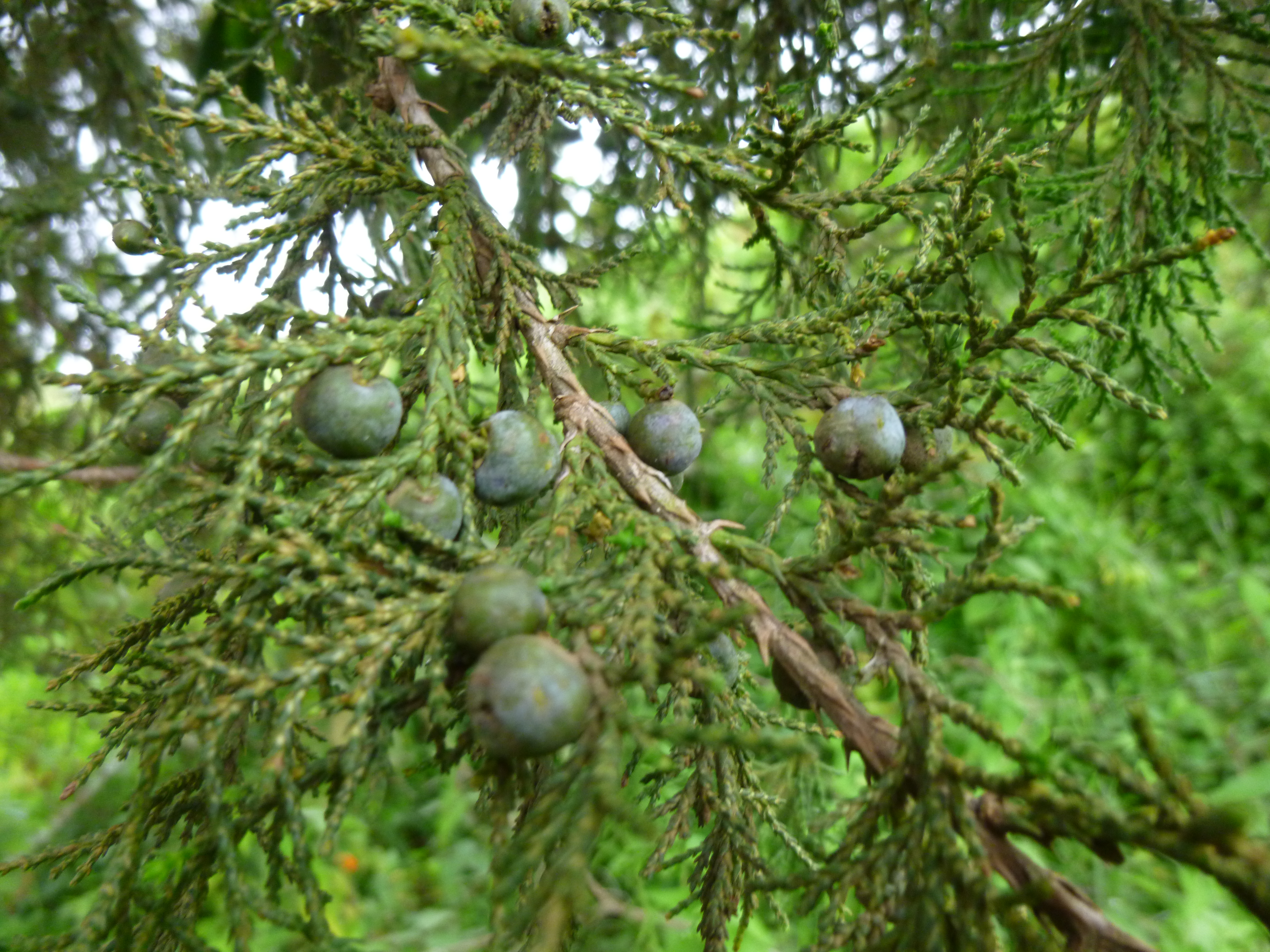
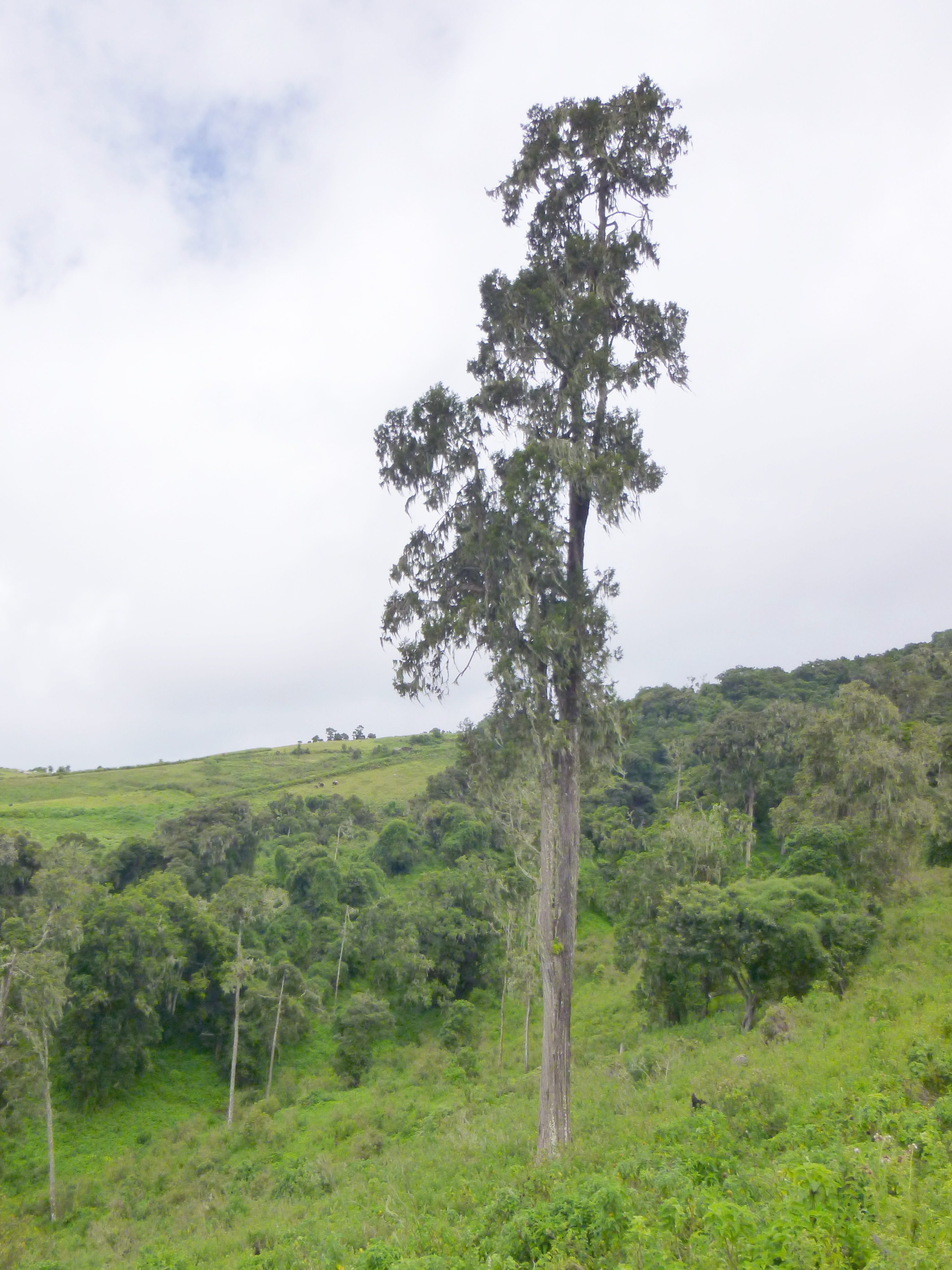
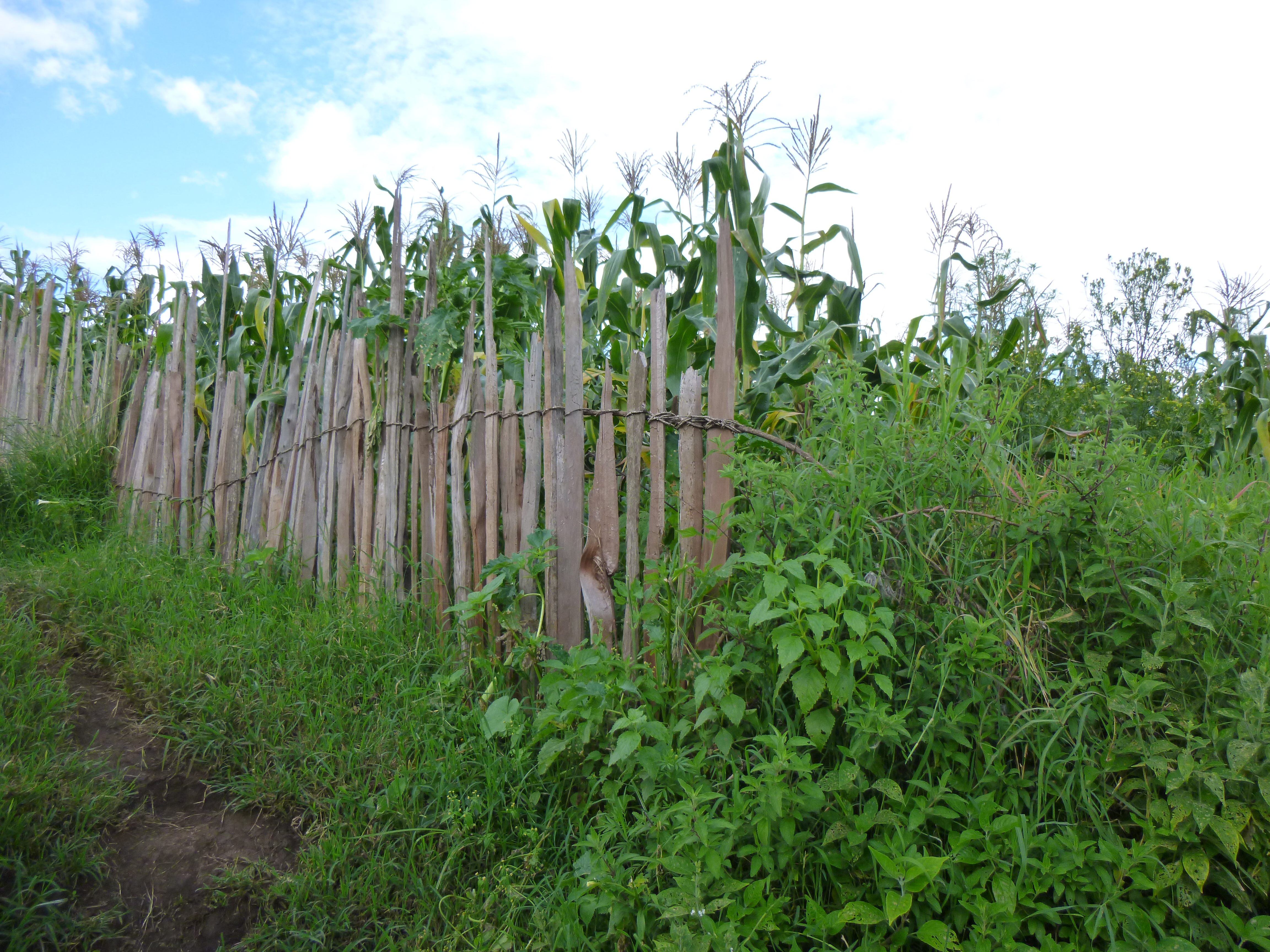